# Chiretolpis sinapis
Chiretolpis sinapis är en fjärilsart som beskrevs av Rothschild 1913. Chiretolpis sinapis ingår i släktet Chiretolpis och familjen björnspinnare. Inga underarter finns listade i Catalogue of Life.